# Ghiacciaio Swinford
Il ghiacciaio Swinford è un ghiacciaio dell'Antartide, lungo circa 6 miglia nautiche (11 km) che fluisce in direzione sudest tra i Monti Marshall e il Monte Holloway, per entrare alla fine nel ghiacciaio Beardmore.
Fu scoperto nel corso della spedizione Nimrod (1907-1909), guidata dall'esploratore polare inglese Ernest Shackleton e venne da lui denominato in onore del suo figlio primogenito Raymond Swinford. La mappa originale della spedizione Terra Nova (1910–13), e le mappe successive derivate da questa, hanno scambiato la posizione del ghiacciaio Swinford e del ghiacciaio Berwick. Quest'ultimo è posizionato in realtà 12 miglia nautiche (22 km) a nordest.